# Большой Западный Эрг
Большо́й За́падный Эрг (араб. العرق الغربي الكبير‎, Эль-Гарби-эль-Кебир) — второй по величине эрг (песчаное море Сахары) в Северном Алжире после Большого Восточного Эрга. Расположен на северо-западной окраине Сахары.
Эрг возник на месте высохшего озера; его площадь в настоящее время — около 80 000 км². Простирается от Бени-Аббеса на юго-западе до Лагуата на северо-востоке. Длина эрга составляет около 600 км, ширина — около 250 км. Местность безлюдна, в ней нет деревень или дорог. Сумма годовых осадков — меньше 50 мм/м².
Песчаные дюны, достигающие высоты 300 м, закреплены злаками и кустарниками и разделены глинистыми проходами. На юге и востоке эрга имеются оазисы.

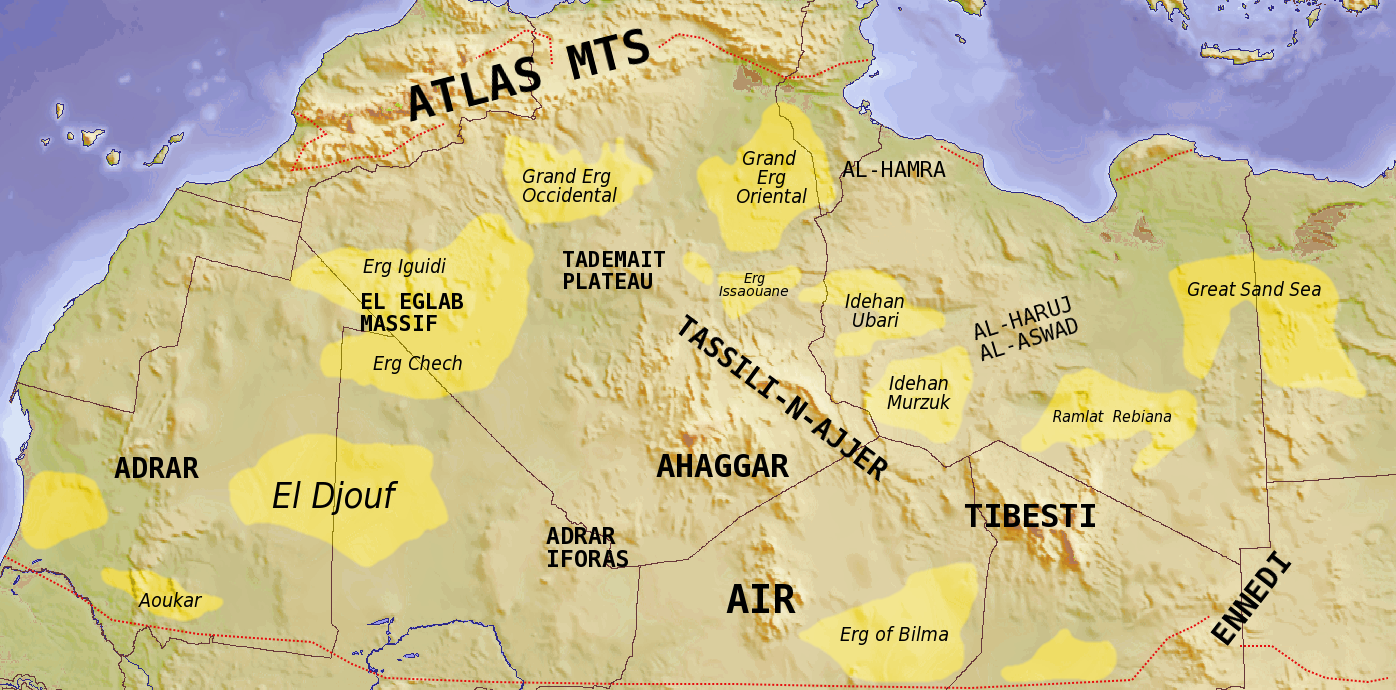
Основные массивы северной Сахары
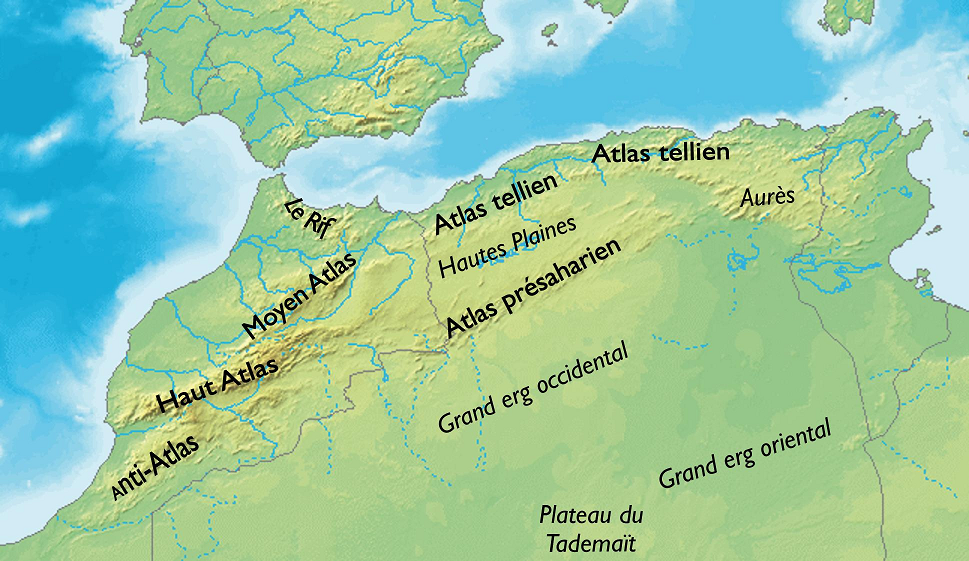
Большой Западный Эрг (Grand erg occidental)